# 稲川聖城
稲川 聖城（いながわ せいじょう）こと稲川 角二（いながわ かくじ、1914年〈大正3年〉11月13日 - 2007年〈平成19年〉12月22日 ）は、日本のヤクザ。指定暴力団・稲川会初代会長。三代目稲川会会長・稲川裕紘は長男、三代目稲川一家総長・稲川英希は孫。

## 生涯
1914年（大正3年）11月13日、横浜市西区浅間町に生まれる。1933年（昭和8年）頃、同町で柔道教室を催する吉岡日露史の門弟だった。
同年、神奈川県鎌倉郡片瀬町（後の藤沢市片瀬）を本拠とする名門博徒、堀井一家三代目総長・加藤伝兵衛（加藤伝太郎）の下で修行に入る。ここで生涯の兄貴分となる横山新次郎と出会った。
1935年（昭和10年）、会津若松歩兵第29連隊に現役兵として入隊（父親が福島県出身であった為）。
1936年（昭和11年）、二・二六事件に鎮圧軍側の一人として出動。
1941年（昭和16年）、綱島一家（五代目総長・鶴岡政次郎）の代貸になる。
1948年（昭和23年）、静岡県熱海市で戦勝国民と称する在日韓国・朝鮮人達が横暴を極めた際、熱海を縄張りとしていた老舗博徒・山崎屋一家の要請を受けた鶴岡政治郎の命により熱海入りしこれを制圧した。

### 自らの組を結成
1949年（昭和24年）、山崎屋一家四代目総長・石井秀次郎が引退すると跡目を継承し五代目総長になると同時に稲川組を結成。横浜の愚連隊だった出口辰夫（通称・モロッコの辰）、井上喜人、吉水金吾、林喜一郎（後の錦政会理事長、稲川一家総長代行、稲川会会長補佐）を若衆とし（彼らは四天王と呼ばれた）、一気に勢力を拡大した。その後、稲川組を主体として、東海道地方の鶴岡政治郎系の一家を集め、鶴岡政治郎に因み「鶴政会」を結成。
1963年（昭和38年）に政治結社・錦政会を結成。しかし、第一次頂上作戦の影響によって2年後には解散することとなった。
1965年（昭和40年）、稲川組を稲川一家に改称。
1972年（昭和47年）、組織名を稲川会に改めた。これを記念して「稲川同士会の唄」と現在の「稲穂の代紋」が製作された。
1984年（昭和59年）、四代目山口組組長・竹中正久の後見人を務めた。
1985年（昭和60年）、稲川会会長を横須賀一家五代目総長・石井隆匡（進）に譲り、自身は稲川会総裁に就任した。
1989年（昭和64年/平成元年）、五代目山口組組長・渡辺芳則の後見人を務めた。
1992年（平成4年）、暴力団対策法が施行された際には暴力団ではないとした上で「お前らが悪いからこんな法律ができる。」と配下の組員を叱責した。なお、稲川会は五代目山口組のように指定取り消し訴訟は起こさなかった。

### 晩年
2006年（平成18年）7月19日、稲川会の跡目争いの中、孫である稲川英希の襲名式には参加せず、角田吉男の四代目襲名式に出席し、稲川会の分裂を防いだ。
2007年（平成19年）12月22日午後4時10分、肺炎により東京都内の病院で死去。93歳没。

## 演じた俳優
- 松方弘樹[3] - 映画『修羅の群れ』（東映、1984年。監督・山下耕作） - 役名「稲原 龍二」
- 丹波哲郎 - 映画『激動の1750日』（東映、1990年。監督・中島貞夫） - 役名「仁王 顕正」